# HŠK Posušje
El Hrvatski Športski Klub Posušje és un club de futbol bosnià de la ciutat de Posušje.

## Història
El club va ser fundat l'any 1950. Històricament ha rebut les següents de nominacions:
- 1950 NK Zidar
- 1963 NK Boksit
- 1990s NK Posušje

El club guanyà en dues ocasions la Primera divisió d'Herceg-Bòsnia, els anys 1999 i 2000.
L'any 2009 patí una fallida econòmica i desaparegué. En el seu lloc es creà el HSK Posušje, competint a les categories inferiors.

## Palmarès
- Primera divisió d'Herceg-Bòsnia:
  - 1999, 2000